# Uwe Kramer
Uwe „Jarek“ Kramer (* 1958 in Sachsenheim) ist ein deutscher Schauspieler, Hörspiel- und Synchronsprecher.

## Leben
Uwe „Jarek“ Kramer wuchs gemeinsam mit seinen zwei Geschwistern in Sachsenheim auf. Er studierte Schauspiel an der Staatlichen Hochschule für Musik und Darstellende Kunst.
Uwe Kramer ist verheiratet und lebt nahe Hamburg.

## Künstlerisches Schaffen

### Theater
Nach seiner Ausbildung führten ihn erste Engagements an die Theater Konstanz und Basel. Es folgten Festengagements u. a. am Düsseldorfer Schauspielhaus, an den Theatern Bonn und Bremen sowie am Oldenburgischen Staatstheater. Seit der Spielzeit 2011/2012 ist er festes Ensemblemitglied am Schleswig-Holsteinischen Landestheater.

## Engagements (Auswahl)
- Theater Konstanz
- Theater Basel
- Düsseldorfer Schauspielhaus
- Theater Bonn
- 2005: „Demokratie“ als Willi Brandt im Theater Bremen
- Seit 2011/2012: Oldenburgisches Staatstheater

## Hörspiele (Auswahl)
- 1989: Colin MacLaren: Rattus Rex oder Die Abenteuer des Matthäus Markus – Bearbeitung und Regie: Jürgen Dluzniewski (Hörspiel – WDR)
- 1995: Jack Ritchie: Die nettesten Menschen der Welt: Mit gutem Beispiel voran – Regie: Hans Helge Ott (Kurzhörspiel, Hörspielbearbeitung – RB/SWF)
- 1995: Alexander Adolph: Die nettesten Menschen der Welt: Der Spaßvogel – Regie: Hans Helge Ott (Original-Hörspiel, Kurzhörspiel – RB/SWF)
- 1997: Bernd Poppe: Geschichten aus der Bremer Neustadt: Kastendiek & Bischoff (290. Folge: Plötzlich und unerwartet) (1. Gast) – Regie: Hans Helge Ott (Originalhörspiel – RB)